# Olympiakos Nicosia
Olympiakos Nicosia, řecky Ολυμπιακός Λευκωσίας, je kyperský fotbalový klub z města Nikósie. Založen byl roku 1931. Zlatou éru klub prožíval v 60. a 70. letech 20. století. Šestkrát klub zasáhl do evropských pohárů, v Poháru mistrů 1967/68 vypadl v 1. kole s FK Sarajevo, ve stejném poháru hrál ještě dvakrát, vždy vypadl v 1. kole, v sezóně 1969/70 s Realem Madrid, v ročníku 1971/72 s Feyenoordem Rotterdam. V sezóně 1977/78 klub jedinkrát ve své historii hrál Pohár vítězů pohárů, vypadl v 1. kole s rumunským týmem Universitatea Craiova. Olympiakos hrál též dvakrát Pohár UEFA, v ročníku 1973/74 vypadl v 1. kole s VfB Stuttgart, v sezóně 2001/02 při návratu do evropských pohárů se klubu podařilo poprvé v historii postoupit, vyřadil v předkole maďarský Dunaferr FC, aby v 1. kole vypadl s Bruggami. V klubu působil například slovenský reprezentant Jozef Kožlej.

## Úspěchy
- A' katigoría (3×) - 1967, 1969, 1971 [1]
- Kyperský fotbalový pohár (1×) - 1977